# IRB Nations Cup 2006
La IRB Nations Cup 2006 fu la 1ª edizione della Nations Cup, competizione internazionale organizzata dall'International Rugby Board al fine di favorire la crescita delle federazioni di secondo livello tramite l'incontro con le nazionali "A" di quelle di primo livello.
Si svolse tra il 13 e il 24 giugno 2006 a Lisbona tra le nazionali maggiori di Portogallo, Paese ospitante, e Russia, e le nazionali A di Argentina e Italia.
La vittoria fu appannaggio dei sudamericani, che vinsero tutte le partite del torneo; seconda si qualificò l'Italia A per miglior differenza punti fatti/subiti rispetto alla Russia.
L'anno seguente il torneo si spostò in Romania, Paese che ne ospitò 10 edizioni consecutive fino al 2016.

## Formula
Non essendo previsto un numero fisso di partecipanti ed essendo suscettibile di espansione, non fu identificata una formula precisa; per l'edizione 2006 si decise di fare incontrare le 4 squadre in un girone unico all'italiana e la classifica finale fu stilata secondo le regole di punteggio dell'emisfero sud, quindi 4 punti per la vittoria, 2 per il pareggio, 0 per la sconfitta più gli eventuali bonus per quattro mete realizzate e/o la sconfitta con sette o meno punti di scarto.

## Squadre partecipanti
- Argentina A
- Italia A
- Portogallo
- Russia

## Risultati

### 1ª giornata
| Lisbona 13 giugno 2006, ore 16 UTC+0                                                                              | Argentina A | 26 – 11 referto referto 2 | Italia A | Stadio Universitario |
| Senillosa 20’ de Vedia 40’ Agulla 62’ Lozada 71’ mt 59’ Travagli Senillosa 40’, 62’, 71’ tr c.p. 14’, 34’ Orquera |             |                           |          |                      |
| |             |                           |          |                      |
| Senillosa 20’ de Vedia 40’ Agulla 62’ Lozada 71’                                                                  | mt          | 59’ Travagli              |          |                      |
| Senillosa 40’, 62’, 71’                                                                                           | tr          |                           |          |                      |
| | c.p.        | 14’, 34’ Orquera          |          |                      |

| Arbitro: | Carlo Damasco |

|                         |      |                                                    |
| V. Uva 14’ Coutinho 74’ | mt   | 5’ Garbuzov 22’ Gračev 39’, 80’ Trišyn 78’ Novikov |
| Leal 14’, 74’           | tr   | 5’, 39’, 80’ Novikov                               |
| Leal 80+1’              | c.p. | 44’, 62’ Novikov                                   |

### 2ª giornata
| Lisbona 18 giugno 2006, ore 15 UTC+0 | Argentina A | 64 – 6 referto referto 2 | Russia | Stadio Universitario (3000 spett.) |
| Bosch 12’ Petrilli 31’ Senillosa 39’ de Vedia 42’, 47’, 75’ Gauthier 49’, 71’ Agulla 79’ mt Senillosa 12’, 42’, 47’, 49’, 71’, 75’, 79’ Gómez Cora 39’ tr Senillosa 36’ c.p. 10’, 15’ Kušnarëv |             |                          |        |                                    |
| |             |                          |        |                                    |
| Bosch 12’ Petrilli 31’ Senillosa 39’ de Vedia 42’, 47’, 75’ Gauthier 49’, 71’ Agulla 79’ | mt          |                          |        |                                    |
| Senillosa 12’, 42’, 47’, 49’, 71’, 75’, 79’ Gómez Cora 39’ | tr          |                          |        |                                    |
| Senillosa 36’ | c.p.        | 10’, 15’ Kušnarëv        |        |                                    |

| Arbitro: | Federico Cuesta |

|                          |      |                                       |
| Carvalho 21’ Portela 41’ | mt   | 64’ Nitoglia 76’ Travagli 79’ Orquera |
| Malheiro 21’, 41’        | tr   | 79’ Orquera                           |
| Malheiro 1’, 14’, 39’    | c.p. | 20’, 26’, 35’ Orquera                 |
| Malheiro 28’             | drop |                                       |

### 3ª giornata
| Arbitro: | Andy Macpherson |

|                                            |      |                                          |
| Spadaro 10’, 46’ Mandelli 32’ Nitoglia 40’ | mt   | 22’, 65’ Kušnarëv 46’ Uskov 70’ Fedčenko |
| Orquera 10’, 40’, 46’                      | tr   | 22’, 46’, 70’ Kušnarëv                   |
| Orquera 16’, 69’                           | c.p. | 19’ Kušnarëv                             |

| Arbitro: | Peter Fitzgibbon |

|                                    |      |                                 |
| Carvalho 19’                       | mt   | 3’ Merello 55’ Senillosa        |
| Malheiro 19’                       | tr   | 55’ Gauthier                    |
| Malheiro 7’, 14’, 27’ D. Pinto 75’ | c.p. | 17’, 69’ Gauthier 80’ Senillosa |
|                                    | drop | 73’ Senillosa                   |

## Classifica
|  | Squadre     | G | V | N | P | PF  | PS  | P±  | B | PT |
|  | ----------- | - | - | - | - | --- | --- | --- | - | -- |
|  | Argentina A | 3 | 3 | 0 | 0 | 114 | 36  | +78 | 2 | 14 |
|  | Italia A    | 3 | 1 | 1 | 1 | 69  | 81  | -12 | 1 | 7  |
|  | Russia      | 3 | 1 | 0 | 2 | 72  | 113 | -41 | 3 | 7  |
|  | Portogallo  | 3 | 0 | 1 | 2 | 62  | 87  | -25 | 1 | 3  |